# Rivera (Zwitserland)
Rivera is een plaats en voormalige gemeente in het Zwitserse kanton Ticino, en maakt deel uit van het district Lugano.
Rivera telt 1499 inwoners.

## Geschiedenis
Rivera fuseerde op 21 november 2010 met de gemeenten Bironico, Camignolo, Medeglia en Sigirino tot de gemeente Monteceneri.